# Carex atherodes
Carex atherodes Spreng. es una especie de planta herbácea de la familia de las ciperáceas.

## Descripción
Esta especie produce juncias triangulares con tallos huecos de 30 a 120 centímetros de altura. Las hojas son peludas, sobre todo en las partes bajas, y la vaina de la hoja está rayado con color rojizo
. La inflorescencia es de hasta 60 centímetros de largo y consta de varios picos, los picos, cerca de la punta son generalmente masculinos, y los más bajos en la inflorescencia son generalmente femeninos. La punta de cada fruta tiene dos o más dientes largos y delgados.

## Distribución y Hábitat
Es nativa de Eurasia y la mayor parte de América del Norte incluyendo la mayoría de Canadá y los Estados Unidos. Es una planta muy común de los humedales en todo el Medio Oeste de Estados Unidos y las zonas oeste. Crece en lugares húmedos y mojados de hábitat, tales como pantanos y húmedas praderas y puede crecer en aguas poco profundas.

## Taxonomía
Carex atherodes fue descrita por Kenneth Kent Mackenzie y publicado en Systema Vegetabilium, editio decima sexta 3: 828. 1826.
Etimología
Ver: Carex
Sinonimia
- Carex amurensis var. mandschurica Kük.
- Carex aristata R.Br.
- Carex aristata var. cujavica Asch. & Sprib.
- Carex aristata var. glabra Uechtr.
- Carex aristata var. hirtiformis H.Lév. & Vaniot
- Carex aristata var. imberbis A.Gray
- Carex aristata var. kirschsteiniana Asch., Graebn. & Kük.
- Carex aristata var. kirschsteinii Asch. & Graebn.
- Carex aristata var. lanceisquama Hand.-Mazz.
- Carex aristata var. longilanceolata Dewey
- Carex aristata var. maxima (Kük.) Kük.
- Carex aristata var. orostachys (C.A.Mey.) C.B.Clarke
- Carex aristata subsp. orostachys (C.A.Mey.) Kük.
- Carex aristata var. subaristata Kük.
- Carex aristata var. vix-vaginans Kük.
- Carex atherodes var. cujavica (Asch. & Sprib.) Rauschert
- Carex atherodes var. glabra (Uechtr. ex Garcke) Rauschert
- Carex atherodes forma glabra (Uechtr.) Lepage
- Carex atherodes forma imberbis (A.Gray) B.Boivin
- Carex atherodes var. kirschsteinii (Asch., Graebn. & Kük.) Rauschert
- Carex atherodes var. longilanceolata (Dewey) Gilly
- Carex atherodes var. maxima (Kük.) A.E.Kozhevn.
- Carex atherodes var. orthostachys (C.A.Mey.) A.E.Kozhevn.
- Carex atherodes var. siegertiana (Uechtr. ex Garcke) Rauschert
- Carex atherodes var. vix-vaginans (Kük.) A.E.Kozhevn.
- Carex frankii Steud.
- Carex fuscifructus C.B.Clarke
- Carex glaberrima Meinsh.
- Carex hirta subsp. siegertiana (Uechtr. ex Garcke) Nyman
- Carex lanceisquama (Hand.-Mazz.) V.I.Krecz.
- Carex mirata Dewey
- Carex mirata var. minor Dewey
- Carex orostachys C.A.Mey.
- Carex orthostachys C.A.Mey.
- Carex orthostachys var. spuria Y.L.Chang & Y.L.Yang
- Carex pergrandis V.I.Krecz. & Luchnik
- Carex siegertiana Uechtr. ex Garcke
- Carex siegertiana var. glabra Uechtr. ex Garcke
- Carex trichocarpa var. aristata L.H.Bailey
- Carex trichocarpa var. deweyi L.H.Bailey
- Carex trichocarpa var. imberbis A.Gray
- Carex trichocarpa var. laeviconica Hitchc.
- Carex trichocarpa var. maxima Kük.
- Carex trichocarpa var. orostachys (C.A.Mey.) Kük.
- Carex trichocarpa var. turbinata Dewey[2][3][4]